# Mahlstetten
Mahlstetten è un comune tedesco di 812 abitanti,, situato nel land del Baden-Württemberg.